# Brachydiastylis nimia
Brachydiastylis nimia är en kräftdjursart som beskrevs av Hansen 1920. Brachydiastylis nimia ingår i släktet Brachydiastylis och familjen Diastylidae. Inga underarter finns listade i Catalogue of Life.